# ドゥエヴィッレ
ドゥエヴィッレ（伊: Dueville）は、イタリア共和国ヴェネト州ヴィチェンツァ県にある、人口約14,000人の基礎自治体（コムーネ）。

## 地理

### 位置・広がり

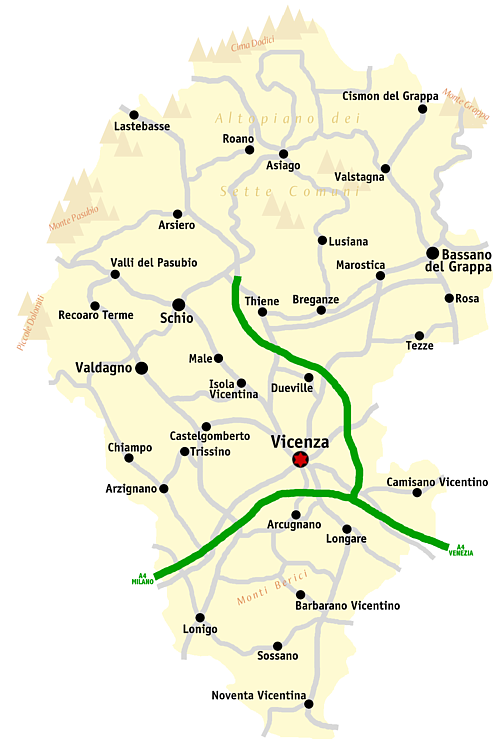
ヴィチェンツァ県概略図

#### 隣接コムーネ
隣接するコムーネは以下の通り。
- カルドーニョ
- モンテッキオ・プレカルチーノ
- モンティチェッロ・コンテ・オット
- サンドリーゴ
- ヴィチェンツァ
- ヴィッラヴェルラ

### 気候分類・地震分類
気候分類では、zona E, 2401 GGに分類される。
また、イタリアの地震リスク階級 (it) では、zona 2 (sismicità media) に分類される。

## 姉妹都市
- カラタユー、スペイン 1989年
- ショルンドルフ、ドイツ 1998年
- チュール、フランス 2008年